# ديان مورغان
ديان مورغان (مواليد 5 أكتوبر 1975) هي ممثلة وكاتبة إنجليزية، قامت بدور كيث في مسلسل بعد الحياة.

## وصلات خارجية
- دياني مورغان على موقع IMDb (الإنجليزية)
- دياني مورغان على موقع ميوزك برينز (الإنجليزية)
- دياني مورغان على موقع قاعدة بيانات الفيلم (الإنجليزية)